# Friedrich Peters (Politiker)
Friedrich Peters (* 21. Mai 1906 in Braunschweig; † 21. März 1977 in Soltau) war ein deutscher Kommunalpolitiker (DP). Von 1953 bis 1955 war er Oberbürgermeister der niedersächsischen Stadt Wilhelmshaven, später war er Stadtdirektor in Soltau.

## Leben
Peters wuchs in Braunschweig auf und machte dort sein Abitur. Im Anschluss absolvierte er eine Baulehre, um danach ein Studium der Volkswirtschaftslehre zu beginnen, das er mit dem Diplom beendete. Von 1933 bis 1934 war Peters Assistent am Institut für Weltwirtschaft in Kiel. 1935 wurde er in Marburg promoviert. Später arbeitete er unter anderem als Rechtsberater bei den Reichswerken und war zwischen 1939 und 1941 Abteilungsleiter für Beihilfe- und Unterstützungswesen im Arbeiteramt der Kriegsmarinewerft in Wilhelmshaven. Von 1941 bis 1947 war Peters Sozialreferent bei der Bauunternehmung Hermann Möller. Anschließend machte er sich als Betriebswirt selbstständig.
Von 1952 bis 1956 war Peters für die Deutsche Partei Mitglied des Rates der Stadt Wilhelmshaven. Im Dezember 1953 wählte ihn der Rat zum Oberbürgermeister. Diesen Posten hatte er bis 1955 inne. In der Zeit war er Vorsitzender des Personal- und des Finanzausschusses und zudem Mitglied im Haupt- und Stadtwerkeausschuss. Im Juni 1957 wählte der Rat der niedersächsischen Stadt Soltau ihn zum Stadtdirektor, für die Leitung der Verwaltung dort war er bis 1971 zuständig.